# Orangehovedet dværgpapegøje
Orangehovedet dværgpapegøje (Agapornis pullarius) er en dværgpapegøje, der findes i et stort område, der dækker en række stater i Vest- og Centralafrika. 

## Fangenskab
Orangehovedet dværgpapegøje er en meget sjælden dværgpapegøje at finde under beskyttede forhold. De har nogle særlige rede- og ynglekrav, bl.a. bygger de reder i termitboer. Det er dette der gør dem svære at holde.
Underarten Agapornis pullarius ugandae findes i den østlige del af udbredelsesområdet.